# Torre Núñez y Navarro
La Torre Núñez y Navarro (también conocida como Edificio Repsol) es un rascacielos de Barcelona, España. El edificio se terminó en 1993 y  tiene 20 plantas. Su altura total es de 77 metros. Limita con la calle de Tarragona (en catalán, Carrer de Tarragona), número 141, muy próximo a la céntrica Plaza de España y a otros tres famosos rascacielos: el Edificio Allianz, el Hotel Torre Cataluña y el Edificio Tarragona.